# Écriture à l’envers
Pour plus de détails, voir Fiche technique et Distribution.
Écriture à l’envers est un court métrage muet français réalisé par Louis Lumière, sorti en 1896.

## Description
Félicien Trewey écrit « Mesdames et Messieurs nos Remerciements » sur un tableau, en partant de la fin et à l’envers.

## Fiche technique
- Titre original : Écriture à l'envers
- Titre en anglais : Writing Backwards
- Réalisation : Louis Lumière
- Production : Société Lumière
- Lieu de tournage : Clos des plages, La Ciotat
- Pays d'origine : France
- Vue no  : 42
- Genre : Vue comique
- Format : Court métrage - Muet - Noir et blanc - 1,30:1
- Durée : 50 s
- Date de réalisation : 1896
- Dates de sortie :
  -  France : 30 août 1896 à Lyon

## Distribution
- Félicien Trewey : Lui-même

## Sources
- Catalogue Lumière, « Écriture à l'envers » (consulté le 5 mars 2024).